# 6363 Doggett
6363 Doggett eller 1981 CB1 är en asteroid i huvudbältet som upptäcktes den 6 februari 1981 av den amerikanske astronomen Edward L.G. Bowell vid Anderson Mesa Station. Den är uppkallad efter den amerikanske astronomen LeRoy E. Doggett.
Asteroiden har en diameter på ungefär 5 kilometer.